# Romanização da Hispânia

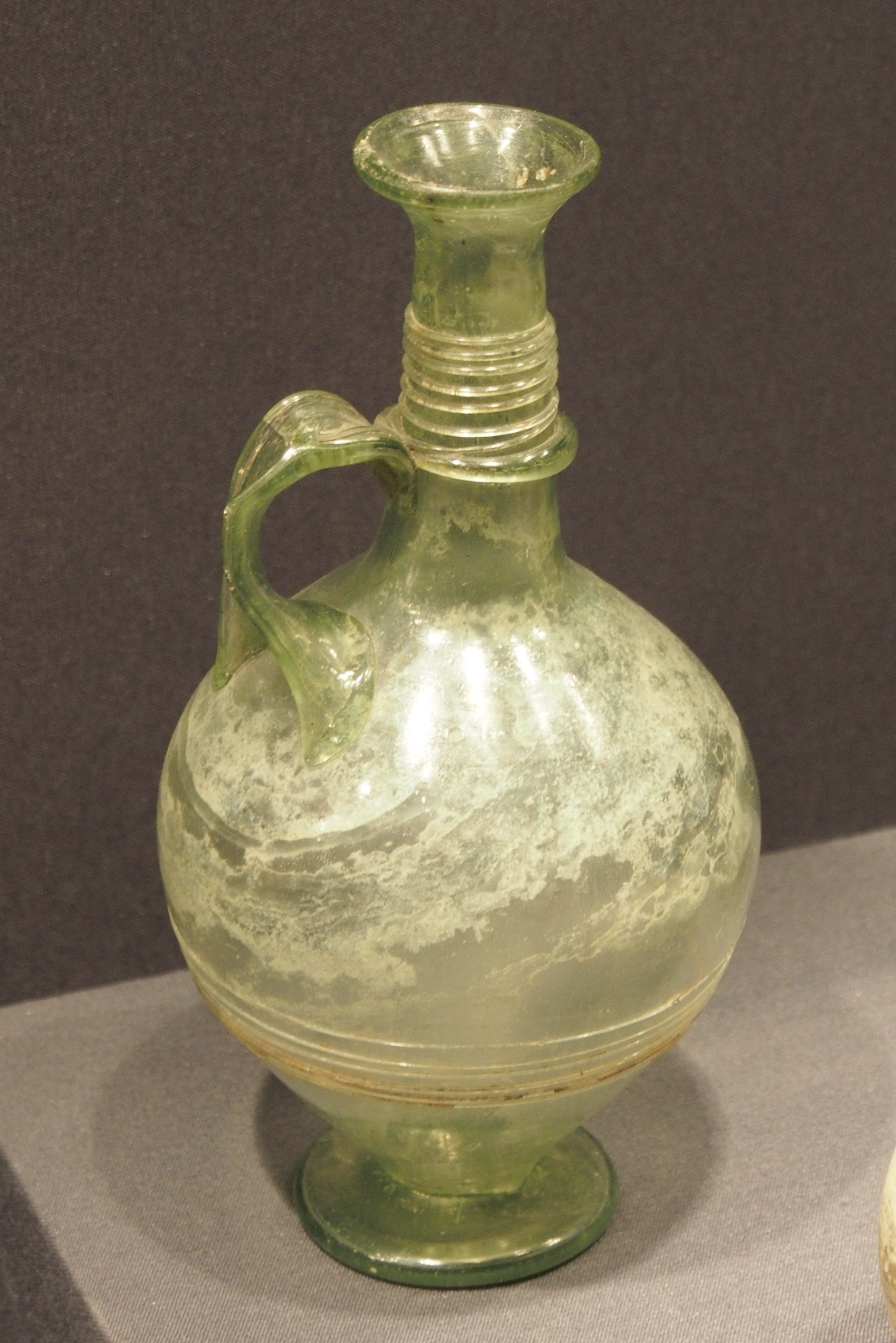
Jarra de vidro, no Museu de Valladolid. Os romanos foram os pioneiros na técnica de sopro de vidro.

Se entende romanização da Hispânia o processo pelo qual a cultura romana foi incorporada na Península Ibérica durante o período de domínio romano sobre a região.

## Introdução
Durante os séculos de domínio romano sobre as províncias de Hispânia, os costumes, a religião romana, o direito romano e o modo de vida foram impostos com muita força na população indígena, o que se somou a uma grande quantidade de romanos emigrados, formando finalmente a cultura hispano-romana. Muito mais avançada e refinada do que as culturas peninsulares, a civilização romana tinha importantes meios para sua implementação nos locais nos quais os romanos queriam exercer domínio, entre os quais estavam:
- A criação de infraestrutura nos territórios sob governo romano, o que melhorava tanto as comunicações como a capacidade de absorver população destas regiões.
- A melhora, em grande parte devido a estas infraestruturas, da urbanização das cidades, impulsionada por serviços públicos de utilidade e lazer, desconhecidos até então na Península, como aquedutos, esgoto, teatro, anfiteatro, circo etc..
- A criação de colônias de repovoamento como recompensa para as tropas, assim como a criação de latifúndios de produção agrícola intensiva, propriedade de famílias ricas que ou procediam de Roma e arredores, ou eram famílias indígenas que adotavam com rapidez os costumes romanos.